# Motivo DSCH

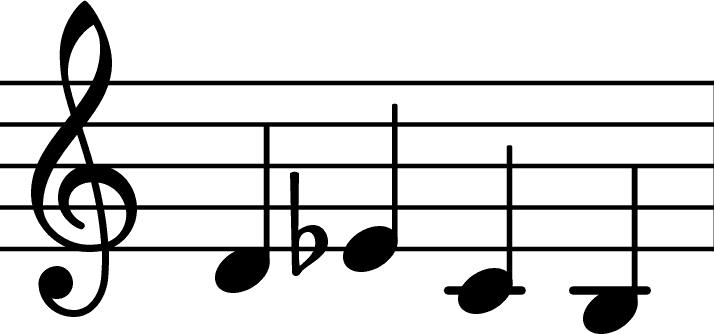
O motivo DSCH: ré-mi bemol-dó-si.

DSCH é um motivo musical utilizado pelo compositor russo Dmitri Shostakovich para se representar a si mesmo. É um criptograma musical, como o foi o motivo BACH de Johann Sebastian Bach. 
O motivo DSCH (ouvir o motivo DSCH)ⓘ) é formado pelas notas ré-mi bemol-dó-si, que equivale a D-Es-C-H em notação musical alemã, correspondentes às iniciais do compositor (Д. Ш., siendo o seu nome e apelido em cirílico Дмитрий Шостакович), transliteradas em alemão (D. Sch.).
Este motivo foi profusamente utilizado por Shostakovich, aparecendo em boa parte das suas obras, incluindo: a Sinfonia n.º 10 em mi menor, o Quarteto n.º 8 em dó menor, o Concerto para violino n.º 1 em lá menor, o Concerto para violoncelo n.º 1 em mi bemol maior, a Sinfonia n.º 15 em lá maior e a Sonata para piano n.º 2 em si menor, Op. 61. 
Muitas obras compostas em homenagem a Shostakovich, como o Prelúdio em memória de Dmitri Shostakovich de Alfred Schnittke ou o Quarteto de cordas n.º 9 de Sulkhan Tsintsadze fazem extenso uso do motivo DSCH. O compositor inglês Ronald Stevenson compôs uma longa Passacaglia em torno do motivo. Também Edison Denisov dedicou várias obras a Shostakovich: 1969 DSCH, para clarinete, trombone, violoncelo e piano e Sonata para saxofone 1970, citando frequentemente o motivo e utilizando como as quatro notas iniciais de uma escala dodecafónica. Denisov foi um protegido de Shostakovich durante muito tempo.
Em Rejoice in the Lamb, uma das mais conhecidas obras de Benjamin Britten (que se fez amigo de Shostakovich nas década de 1960) aparece o motivo DSCH repetido várias vezes no acompanhamento, ouvindo-se cada vez com mais volume até chegar a fortissimo no final, sobre os acordes que acompanham a frase And the watchman strikes me with his staff, enquanto a frase que se canta com a melodia do motivo é Silly fellow, silly fellow, is against me.
Uma outra referência ao motivo aparece na obra de Britten A Violação de Lucrécia, na qual aparece como principal componente estrutural da ária de Lucrécia Give him this orchid. 
Mais recentemente, o compositor contemporâneo Lorenzo Ferrero compôs DEsCH, uma partitura para oboé, fagote, piano e orquestra (2006), para comemorar o centenário do nascimento de Shostakovich. E no seu Op. 111 - Bagatella sobre Beethoven (2009), mistura temas da Sonata para piano n.º 32 em dó menor, Op.111 de Beethoven com o monograma musical de Shostakovich.

## Outros usos do acrónimo DSCH
A publicação DSCH Journal, na qual se publicam estudos sobre Shostakovich, toma o nome do motivo, que se usa frequentemente como abreviatura do nome do compositor.
DSCH Publishers é uma editora baseada em Moscovo, especializada na obra de Shostakovich. Em 2005 publicou a obra em 150 volumes Nova obra completa de Dmitri Shostakovich, uma quarta parte da qual consta de obra inédita.